# 14. Panzergrenadier-Division
Pour les articles homonymes, voir 14e division.
La  14e division d'infanterie est une des divisions d'infanterie de la Wehrmacht durant la Seconde Guerre mondiale.

## Création et différentes dénominations
Plusieurs éléments des 4e et 14e divisions d'infanterie permettent de créer la 18e Panzerdivision.

## Théâtres d'opérations
- 1er septembre au 6 octobre 1939 : Campagne de Pologne
- 1941 - 1942 : Opération Barbarossa
  - 22 octobre 1941 au 22 janvier 1942 : Bataille de Moscou